# Christopher Middleton (navigatør)
Christopher Middleton FRS (ca. 1690 - 12. februar 1770) var en britisk navigatør, der arbejdede for Hudson's Bay Company og officer i Royal Navy officer.
Han blev valgt som Fellow of the Royal Society den 7. april 1737.